# Велика Річка (Бурятія)
Велика Річка (рос. Большая Речка) — село Кабанського району, Бурятії Росії. Входить до складу Сільського поселення Великоріченське.
Населення — 494 особи (2015 рік).